# Mercedes (Buenos Aires)
Mercedes è una città argentina della provincia di Buenos Aires, capoluogo del partido omonimo.

## Geografia
Mercedes sorge sulla sponda destra del fiume Luján, nella regione della Pampa. La città è situata 100 chilometri a ovest di Buenos Aires e 30 km a sud-ovest di Luján. 

## Storia
Nel 1745 fu costruito nei pressi dell'odierna città un forte spagnolo, chiamato Guardia de Luján, per proteggere le campagne ad ovest di Buenos Aires dalle incursioni dei nativi. Nel 1779 il fortino fu ricostruito nel centro dell'attuale Mercedes, diventando negli anni a seguire una delle principali guarnigioni della frontiera. Nel 1812 fu istituito il partido di La Guardia de Luján. Nel 1831 furono tracciate le strade e il toponimo fu cambiato in Villa Mercedes, in omaggio alla locale patrona. 
Il 1º marzo 1865 Mercedes fu raggiunta dalla ferrovia e due giorni dopo il governatore provinciale Mariano Saavedra ribattezzò la località Ciudad de Mercedes. Nei decenni successivi la città divenne un importante snodo ferroviario tra Buenos Aires, il Pacifico, le regioni andine e le Pampas, dando così un forte impulso allo sviluppo economico locale e all'immigrazione d'origine europea.

## Monumenti e luoghi d'interesse
- Basilica Cattedrale di Nostra Signora della Mercede, dichiarata Monumento Nazionale nel 2010;
- Palazzo Municipale
- Chiesa di San Patrizio
- Chiesa di San Luigi Gonzaga

## Società

### Religione
La città è sede della arcidiocesi di Mercedes-Luján.

## Cultura

### Istruzione

#### Musei
- Museo Storico "Víctor Míguez"
- Museo d'Arte
- Museo Municipale di Scienze Naturali "Carlos Ameghino"

## Infrastrutture e trasporti

### Strade
Mercedes è situata all'intersezione tra la strada nazionale 5, arteria che unisce Buenos Aires a Santa Rosa, e la provinciale 41.

### Ferrovie
Mercedes è servita da una propria stazione ferroviaria lungo la linea suburbana Sarmiento che unisce Buenos Aires alla parte occidentale della sua area metropolitana.

## Amministrazione

### Gemellaggi
- Montesano sulla Marcellana:  Italia[2]